# Euploea marea
Euploea marea är en fjärilsart som beskrevs av Hans Fruhstorfer 1911. Euploea marea ingår i släktet Euploea och familjen praktfjärilar. Inga underarter finns listade i Catalogue of Life.